# Australiensisk ansjovis
Australiensisk ansjovis (Engraulis australis) är en fiskart som först beskrevs av White, 1790.  Australiensisk ansjovis ingår i släktet Engraulis och familjen Engraulidae. Inga underarter finns listade.